# Jušut
Lo Jušut (in russo Юшут?) è un fiume della Russia europea centrale (Repubblica dei Mari), affluente di destra dell'Ilet'.
Il fiume scorre prevalentemente in direzione sud-occidentale, nel medio corso passa dal villaggio di Močališče (distretto Zvenigovskij) e sfocia nell'Ilet' a 58 km dalla foce. Il fiume ha una lunghezza di 108 km, l'area del suo bacino è di 1 200 km².
Il fiume, una volta utilizzato per il trasporto del legname è ora frequentato dagli amanti del rafting.